# Árbol de la vida (Baréin)

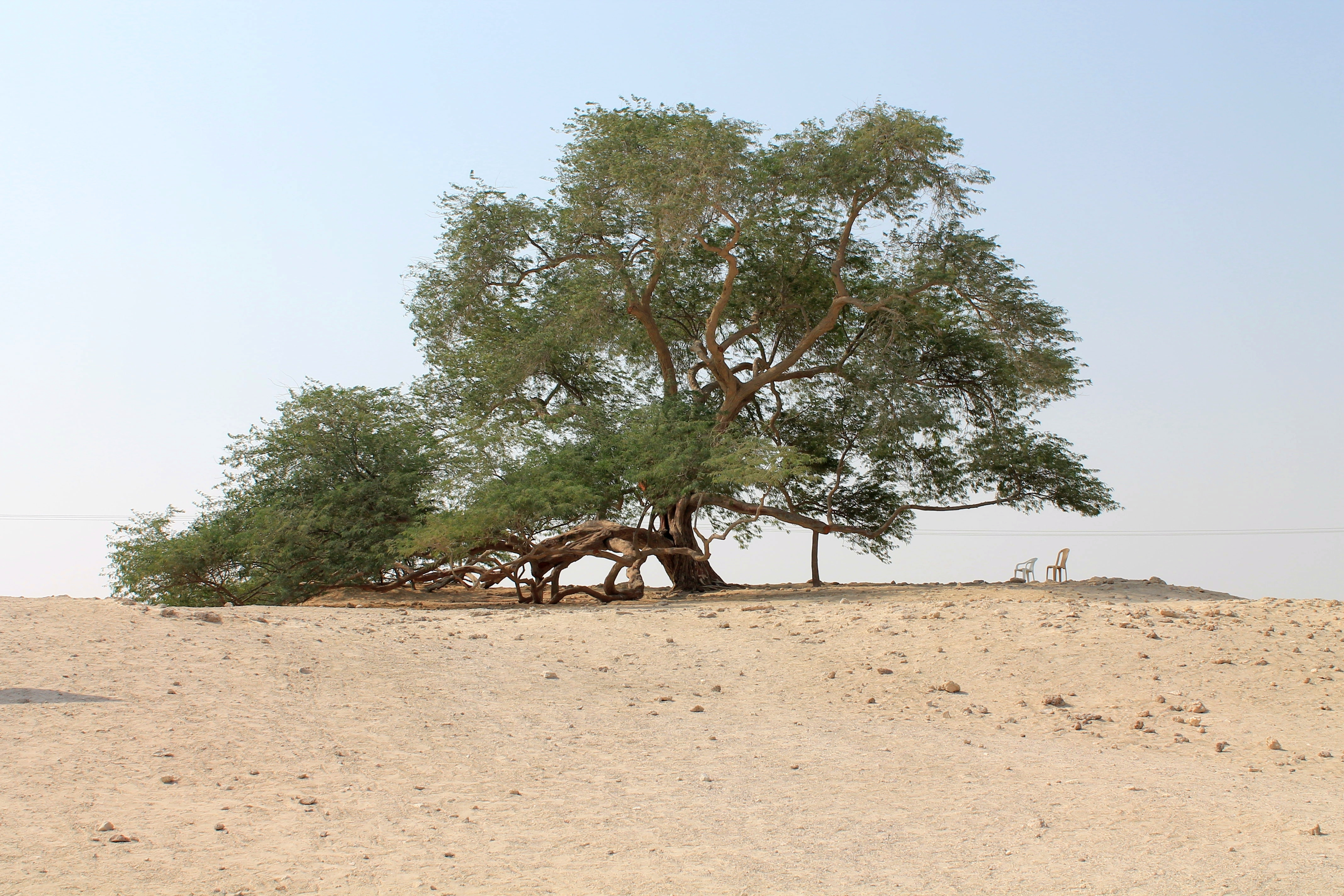
Árbol de la vida

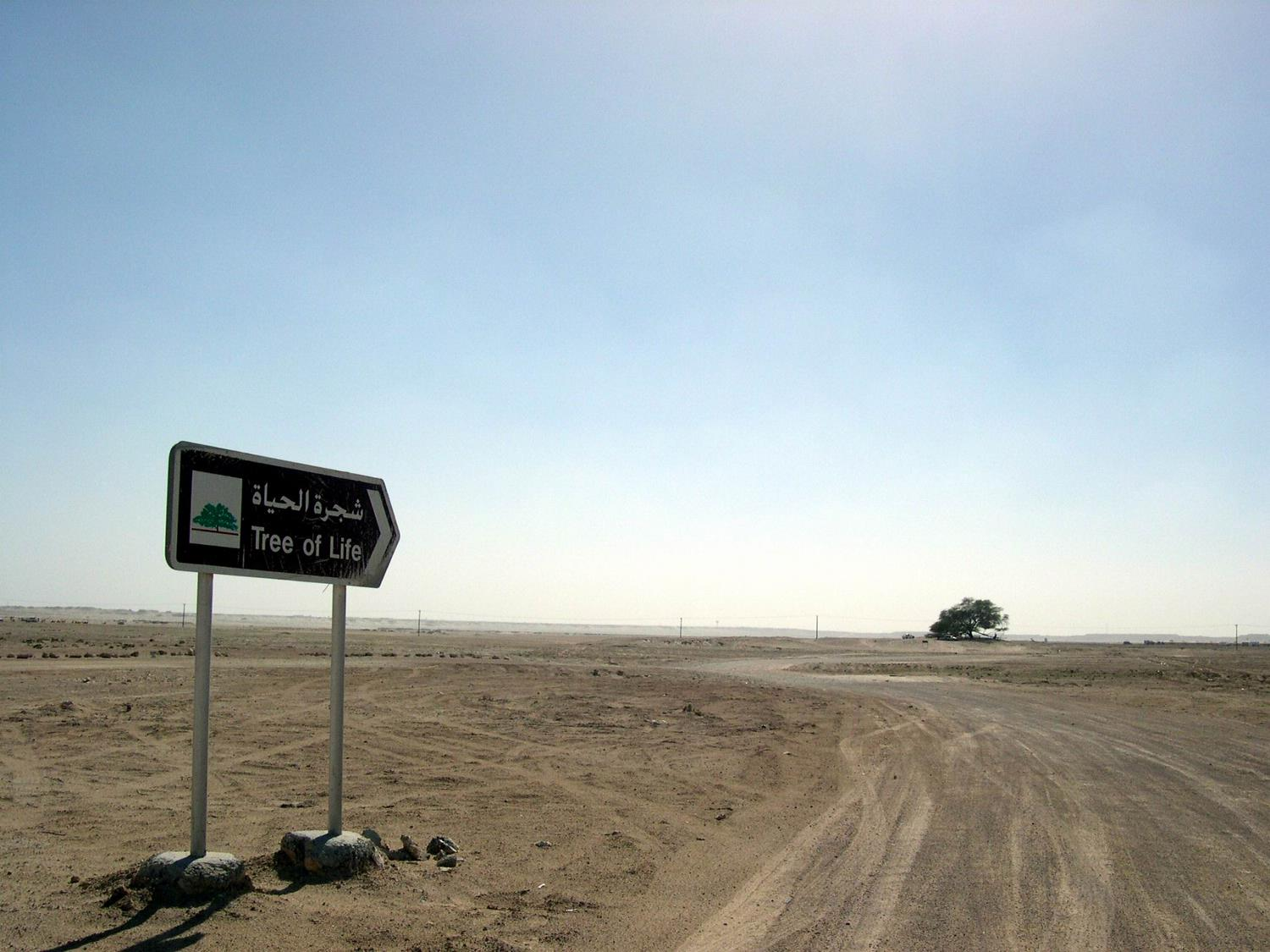
Camino de tierra que conduce al Árbol

El Árbol de la vida (en árabe  شجرة الحياة Shajarat-al-Hayat) en Baréin es un árbol de aproximadamente 400 años de edad y 9.75 metros de altura, su especie es Prosopis cineraria y está ubicado a unos 2 kilómetros de la Montaña de humo.
El árbol se encuentra en una colina en el desierto árabe rodeado de kilómetros de arena y es el único en un radio de 2 km. La temperatura promedio en la región es 41 °C, a menudo llega a los 49 °C y las tormentas de arena son comunes.
No se sabe cómo el árbol sobrevive, los científicos han especulado que la fuente de agua más cercana posible es un arroyo subterráneo a tres kilómetros de distancia y que de alguna manera saca agua de esa corriente, otros dicen que es capaz de captar la humedad de las brisas que soplan desde el Golfo Pérsico o extraer la humedad de los granos de arena. Según leyendas locales, el árbol está en lo que alguna vez fue el Jardín del Edén, y por lo tanto tiene una fuente de agua mística, otra leyenda afirma que el árbol existe desde tiempos preislámicos y está protegido por el antiguo dios sumerio Enki.

## Atracción turística
El árbol es una atracción turística local, ya que es el único de tamaño importante que crece en la zona y es visitado por aproximadamente 50.000 turistas cada año, es muy popular por estar creciendo en medio de la nada, sin fuente de agua notoria y nunca ha sido regado. El propio Baréin es un país desértico con poca o ninguna lluvia durante todo el año, como resultado de esto, también se cree que alrededor del árbol se practicaban ritos antiguos. En octubre de 2010, arqueólogos desenterraron cerámicas de unos 500 años de antigüedad y otros artefactos en las proximidades del árbol. Un análisis del anillo del suelo y del árbol conducido hace más de 20 años concluyó que el árbol de la vida era una acacia plantada aproximadamente en 1582.
En 2013, el gobierno intervino rodeando al árbol con un muro de hormigón empotrado y una valla con el fin de protegerlo del vandalismo.